# فرنسیس دی. لیون
فرنسیس دی. لیون (انگلیسی: Francis D. "Pete" Lyon؛ ۲۹ ژوئیهٔ ۱۹۰۵ – ۸ اکتبر ۱۹۹۶) یک کارگردان فیلم، تلویزیون و تدوین‌گر اهل ایالات متحده آمریکا بود.

## جوایز
- جایزه اسکار بهترین تدوین فیلم (۱۹۴۷)

## فیلم‌شناسی
- جسم و روح (۱۹۴۷)